# Al óleo
Al óleo è un film del 2019 diretto da Pablo Lavado.

## Trama
María, giovane studentessa di Belle Arti, decide di trascorrere un fine settimana con Julio, il suo compagno, nella casa dei suoi genitori. Una volta lì, Julio dovrà affrontare la solida mentalità della famiglia della sua ragazza, la quale tenta di cambiare in meglio la situazione.

## Riconoscimenti
- 2021 - ASECAN[1]
  - Nomination Miglior attrice esordiente a Sarah Benavente
  - Nomination Miglior attore esordiente a Jesús Moya
  - Nomination Miglior attore esordiente a José Pastor
  - Nomination Miglior opera prima a Pablo Lavado
  - Nomination Miglior canzone originale a Jesús Moya e José Pastor